# Party Girl (film, 1995)
Pour les articles homonymes, voir Party Girl.
Pour plus de détails, voir Fiche technique et Distribution.
Party Girl est un film américain de Daisy von Scherler Mayer, sorti en 1995.

## Synopsis
Pour avoir organisé une soirée trop bruyante qui lui vaut d'être verbalisée, une jeune femme new-yorkaise à l'esprit libre assiste sa marraine dans son travail de bibliothécaire afin de la rembourser après qu'elle a payé l'amende.

## Fiche technique
- Titre : Party Girl
- Titre canadien : Miss Party
- Réalisation : Daisy von Scherler Mayer
- Scénario : Harry Birckmayer et Daisy von Scherler Mayer, d'après une histoire de Harry Birckmayer, Sheila Gaffney et Daisy von Scherler Mayer
- Musique : Anton Sanko
- Image : Michael Slovis (en)
- Montage : Cara Silverman (en)
- Distribution des rôles : Caroline Sinclair
- Création des décors : Kevin Thompson
- Décorateur de plateau : Jennifer Baime
- Création des costumes : Michael Clancy
- Producteur : Harry Birckmayer et Stephanie Koules
- Producteur exécutif : Georgia Kacandes
- Budget : 150 000 dollars
- Distribution : First Look International
- Pays de production :  États-Unis
- Langue : anglais
- Genre : Comédie
- Durée : 94 minutes
- Date de sortie en salles : 
  - États-Unis : 9 juin 1995

## Distribution
- Parker Posey : Mary
- Anthony DeSando : Derrick
- Guillermo Díaz : Leo
- Donna Mitchell : Rene
- Liev Schreiber : Nigel
- Omar Townsend : Mustafa
- Sasha von Scherler : Judy Lindendorf
- Lum Chang Pang : le policier
- Elizabeth Beer : Hi-Tech Falafel Vendor
- Richard Topol : Hannah Buff
- C. Francis Blackchild : 	Wanda
- John Ventimiglia : Tough Guy

## Box-office
- États-Unis : 472,370 dollars[1]

## Autour du film
- Party Girl fut le premier film à être montré dans son intégralité sur Internet, le 3 juin 1995, par le biais de Point of Presence Company (POPCO), créée par Glenn Fleishman[2].
- Le film a fait l'objet d'une adaptation télévisuelle, en 1996, avec Christine Taylor dans le rôle de Mary.